# Chrysosturmia orbitalis
Chrysosturmia orbitalis är en tvåvingeart som beskrevs av Townsend 1916. Chrysosturmia orbitalis ingår i släktet Chrysosturmia och familjen parasitflugor. Inga underarter finns listade i Catalogue of Life.